# Beniamin (Tichonicki)
Beniamin, imię świeckie Wieniamin Michajłowicz Tichonicki (ur. 30 września?/12 października 1869 w Iżewskim Zawodzie, zm. 2 kwietnia 1957 w Kirowie) – rosyjski biskup prawosławny.

## Życiorys
Był synem kapłana prawosławnego, późniejszego świętego protoprezbitera Michaiła Tichonickiego. Jego brat Wiaczesław, w zakonie Włodzimierz, również został prawosławnym biskupem. W 1890 ukończył z wyróżnieniem seminarium duchowne w Wiatce. 1 sierpnia 1891 biskup wiacki i słobodzki Sergiusz wyświęcił go na kapłana i skierował do pracy duszpasterskiej w charakterze proboszcza parafii w Jumskim. Obowiązki te ks. Tichonicki sprawował do 1894, będąc równocześnie dyrektorem miejscowej szkoły parafialnej. Od 1894 do 1898 służył w soborze św. Aleksandra Newskiego w Wiatce, od 1896 dziekanem cerkwi we Wiatce.
W latach 1908–1909 studiował w Petersburskiej Akademii Duchownej nauki przyrodnicze. Wielokrotnie był uczestnikiem zjazdów eparchialnych i delegatem na zebrania ziemskie swojej guberni. Odznaczony orderem św. Anny III stopnia. W 1917 został członkiem rady eparchialnej, zaś od 1921 wykładał liturgikę na kursach dla przyszłych kapłanów. Na krótko aresztowany w czasie kampanii konfiskaty majątku Rosyjskiego Kościoła Prawosławnego. W 1927 przeprowadził się do Leningradu, gdzie odbywał leczenie. W 1927 wrócił do Wiatki i został tam aresztowany i oskarżony o "kontrrewolucyjne związki" z bratem – biskupem Włodzimierzem, wikariuszem Zachodnioeuropejskiego Egzarchatu Rosyjskiego Kościoła Prawosławnego, przebywającym stale w Nicei, oraz ze zwierzchnikiem Rosyjskiego Kościoła Prawosławnego poza granicami Rosji, jak również o uczestnictwo w organizacji wspierającej "międzynarodową burżuazję". Ostatecznie został zwolniony, bez prawa zamieszkiwania w największych miastach ZSRR. W 1928 administracyjnie zesłany do Galicza. Po upływie dwuletniego okresu zesłania wrócił do Wiatki i służył w cerkwi św. Włodzimierza do jej zamknięcia w 1936. W 1938 zmarła jego żona. W 1942 został proboszczem nowo otwartej cerkwi św. Serafina w Kirowie.
19 listopada 1942 został nominowany do objęcia katedry kirowskiej i słobodzkiej po uprzednim złożeniu wieczystych ślubów mniszych. 25 grudnia 1942 złożył śluby przed metropolitą krutickim i kołomieńskim Mikołajem. On również wystąpił jako główny konsekrator w czasie chirotonii biskupiej Beniamina (Tichonickiego), która odbyła się 27 grudnia 1942 w soborze Objawienia Pańskiego w Moskwie. W 1945 otrzymał godność arcybiskupią.
Nagrodzony medalem "Za dzielną pracę w Wielkiej Wojnie Ojczyźnianej 1941-1945".